# Districtul Rétság
Rétság (în maghiară Rétsági járás) este un district în județul Nógrád, Ungaria.
Districtul are o suprafață de 435,03 km2 și o populație de 23.798 locuitori (2013).